# Boston Corbett
Thomas P. "Boston" Corbett (Londres, 29 de janeiro de 1832 - possível morte em 1 de setembro de 1894) foi um soldado da União que disparou e matou o assassino do presidente Abraham Lincoln, John Wilkes Booth. Corbett inicialmente foi preso por desobediência às ordens, mas posteriormente foi solto e amplamente considerado um herói pela mídia e pelo público.
Conhecido por sua devota crença religiosa e seu comportamento excêntrico, Corbett vagava pelos Estados Unidos antes de desaparecer por volta de 1888. As evidências circunstanciais sugerem sua morte no Grande Incêndio de Hinckley em setembro de 1894, embora este fato permaneça impossível de comprovar.

## Biografia
Corbett nasceu em Londres, mas imigrou-se com sua família em 1839 para Nova Iorque. Nos Estados Unidos, a família se mudou frequentemente até se estabelecer em Troy. Quando jovem, Corbett tornou-se aprendiz de chapeleiro, profissão que praticaria intermitentemente ao longo de sua vida. Nesse ofício, Corbett ficava regularmente exposto à fumaça do composto nitrato de mercúrio(II), usado na época no tratamento de peles na feitura de feltro. A exposição excessiva a esse composto pode causar alucinações, psicose e espasmos. Foi teorizado pelos historiadores que os problemas mentais de Corbett antes e depois da Guerra Civil podem ter sido causados por essa exposição.
Depois de trabalhar como chapeleiro em Troy, Corbett retornou para Nova Iorque, onde se casou. Tanto sua esposa quanto seu filho morreram por complicações no parto. Abatido por essa perda, Corbett mudou-se para Boston, onde começou a beber muito, tornando-se incapaz de  manter um emprego. Eventualmente, tornou-se sem-teto. Numa noite após uma bebedeira, um pregador de rua confrontou Corbett e convenceu-o a se converter para Igreja Metodista Episcopal. Corbett parou de beber e tornou-se devotamente religioso. Corbett mudou o próprio nome depois de seu batismo, nomeando-se "Boston" em homenagem à cidade onde estava quando foi convertido.[carece de fontes?] Ele começou a comparecer regularmente às reuniões nas igrejas da rua Fulton e Bromfield; seu fervor religioso fez-lhe ganhar o apelido "The Glory to God man" Corbett começou a deixar o cabelo crescer numa tentativa de imitar Jesus, mas foi forçado a corta-lo quando se alistou no Exército da União).
Castrou-se com uma tesoura para evitar a tentação das prostitutas. Depois do procedimento ele foi a uma reunião de oração e comeu uma refeição antes de ir para tratamento médico.